# Championnat de Porto Rico de football
Le championnat de porto Rico de football (Liga Puerto Rico abrégé en LPR) est créé par la fédération porto-ricaine dans le but d'organiser une compétition nationale, regroupant l'ensemble des clubs de l'île. Le championnat est professionnel.

## Histoire
La Puerto Rico Soccer League est créé en 2005 par la fédération porto-ricaine, dans le but d'organiser une compétition nationale, regroupant l'ensemble des clubs de l'île, à l'exception de la formation des Islanders de Porto Rico, engagée en NASL, alors championnat nord-américain de deuxième division. Le championnat est professionnel.
Le 31 janvier 2017, la Fédération de Porto Rico de football rencontre les meilleurs clubs de l'île pour réfléchir au futur du football professionnel à Porto Rico. À l'automne suivant, un tournoi est organisé en coordination entre la fédération et la Porto Rico Soccer League afin de mettre les bases solides d'une nouvelle organisation pour les première et deuxième division. Mais l'Ouragan Maria qui balaye l'île à partir du 20 septembre remet en cause tous les plans et aucune compétition n'est menée pour la saison 2017-2018 comme initialement prévu.
Entre mars et juin 2018, un tournoi préparatoire organisé par la fédération, et remporté par le Bayamón FC,  laisse entrevoir un retour imminent des activités sportives. Mais il faut finalement attendre le 3 août 2018 et l'arrivée de la Liga Puerto Rico dans le paysage de l'île pour une relance du football professionnel sur le territoire.
Fin août 2018 est officiellement lancée la Liga Puerto Rico, qui regroupe les championnats de première division masculin et féminin, sous la houlette de la fédération.

## Équipes participantes (2022-2023)
| \| San Juan : Academia Quintana Don Bosco Metropolitan FA San Juan Bayamón Caguas FC Mayagüez Sol \| Localisation des équipes engagées. |
| San Juan : Academia Quintana Don Bosco Metropolitan FA San Juan Bayamón Caguas FC Mayagüez Sol                                          |

| Équipe                 | Ville    |
| ---------------------- | -------- |
| Atletico Quintana (en) | San Juan |
| Bayamón FC             | Bayamón  |
| Caguas Sporting (en)   | Caguas   |
| Don Bosco FC (en)      | San Juan |
| FC Mayagüez (en)       | Mayagüez |
| Metropolitan FA (en)   | San Juan |
| Puerto Rico Sol        | Mayagüez |

## Palmarès

### Puerto Rico Soccer League (2005-2017)
- 2005 : Club de Fútbol Fraigcomar
- 2006 : Club de Fútbol Fraigcomar
- 2007 : Club de Fútbol Fraigcomar
- 2008 : Sevilla FC
- 2009 : Bayamón FC
- 2010 : CA River Plate
- 2011 : Leones FC
- 2012 : Bayamón FC
- 2013 : Sevilla FC
- 2014 : Yabuco SUAL
- 2015 : Criollos FC
- 2016 : Metropolitan FA (en)
- 2017 : GPS Puerto Rico

### Liga Puerto Rico (depuis 2018)
- 2018-2019 : Metropolitan FA (en)
- 2019-2020 : Saison abandonnée
- 2021 : Bayamón FC
- 2022 : Metropolitan FA (en)[7]
- 2022 Apertura : Metropolitan FA (en)
- 2023 Clausura : Metropolitan FA (en)[8]
- 2023 Apertura : Academia Quintana (en)
- 2024 Clausura : Academia Quintana (en)